# (1486) Marilyn
(1486) Marilyn – planetoida z pasa głównego asteroid okrążająca Słońce w ciągu 3 lat i 96 dni w średniej odległości 2,2 au. Została odkryta 23 sierpnia 1938 w Observatoire Royal de Belgique w Uccle przez Eugène’a Delporte. Nazwa planetoidy pochodzi od Marilyn Herget, córki Paula Hergeta, amerykańskiego astronoma. Przed nadaniem nazwy planetoida nosiła oznaczenie tymczasowe (1486) 1938 QA.